# Wereldkampioenschappen zwemmen 2022 – 400 meter wisselslag vrouwen
De 400 meter wisselslag vrouwen op de wereldkampioenschappen zwemmen 2022 in Boedapest vond plaats op 25 juni 2022. De acht snelste zwemmers in de series kwalificeerden zich voor de finale. 

## Records
Voorafgaand aan het toernooi waren dit het wereldrecord en het kampioenschapsrecord
| Wereldrecord         | Katinka Hosszú | 4.26,36 | Rio de Janeiro | 6 augustus 2016 |
| Kampioenschapsrecord | Katinka Hosszú | 4.29,33 | Boedapest      | 30 juli 2017    |

## Uitslagen

### Series
| Rang | Serie | Baan | Naam                       | Land                | Tijd    | Bijz. |
| ---- | ----- | ---- | -------------------------- | ------------------- | ------- | ----- |
| 1    | 2     | 5    | Summer McIntosh            | Canada              | 4.36,15 | Q     |
| 2    | 2     | 3    | Katie Grimes               | Verenigde Staten    | 4.36,68 | Q     |
| 3    | 2     | 4    | Emma Weyant                | Verenigde Staten    | 4.38,52 | Q     |
| 4    | 2     | 2    | Ge Chutong                 | China               | 4.38,95 | Q     |
| 5    | 3     | 5    | Katinka Hosszú             | Hongarije           | 4.39,15 | Q     |
| 6    | 3     | 4    | Yui Ohashi                 | Japan               | 4.39,52 | Q     |
| 7    | 2     | 6    | Jenna Forrester            | Australië           | 4.40,20 | Q     |
| 8    | 3     | 6    | Ageha Tanigawa             | Japan               | 4.40,70 | Q     |
| 9    | 3     | 3    | Viktória Mihályvári-Farkas | Hongarije           | 4.41,16 |       |
| 10   | 2     | 7    | Mya Rasmussen              | Nieuw-Zeeland       | 4.41,98 |       |
| 11   | 3     | 2    | Tessa Cieplucha            | Canada              | 4.44,53 |       |
| 12   | 3     | 7    | Freya Colbert              | Verenigd Koninkrijk | 4.45,55 |       |
| 13   | 3     | 8    | Cyrielle Duhamel           | Frankrijk           | 4.52,24 |       |
| 14   | 2     | 1    | Gabrielle Gonçalves        | Brazilië            | 4.52,61 |       |
| 15   | 2     | 8    | Florencia Perotti          | Argentinië          | 4.55,43 |       |
| 16   | 3     | 9    | Kristen Romano             | Puerto Rico         | 4.56,39 |       |
| 17   | 1     | 4    | Kamonchanok Kwanmuang      | Thailand            | 4.56,59 |       |
| 18   | 1     | 3    | Simone Kabbara             | Libanon             | 5.07,33 |       |
| 19   | 1     | 5    | Samantha van Vuure         | Curaçao             | 5.34,75 |       |
| –    | 2     | 0    | Nikoleta Trniková          | Slowakije           | DNS     | DNS   |
| –    | 3     | 0    | Chloe Cheng                | Hongkong            | DNS     | DNS   |
| –    | 3     | 1    | Anastasia Gorbenko         | Israël              | DNS     | DNS   |

### Finale
| Rang   | Baan | Naam            | Land             | Tijd    | Bijz. |
| ------ | ---- | --------------- | ---------------- | ------- | ----- |
| Goud   | 4    | Summer McIntosh | Canada           | 4.32,04 |       |
| Zilver | 5    | Katie Grimes    | Verenigde Staten | 4.32,67 |       |
| Brons  | 3    | Emma Weyant     | Verenigde Staten | 4.36,00 |       |
| 4      | 2    | Katinka Hosszú  | Hongarije        | 4.37,89 |       |
| 5      | 7    | Yui Ohashi      | Japan            | 4.37,99 |       |
| 6      | 6    | Ge Chutong      | China            | 4.38,37 |       |
| 7      | 1    | Jenna Forrester | Australië        | 4.42,39 |       |
| 8      | 8    | Ageha Tanigawa  | Japan            | 4.44,28 |       |